# Trichosetodes atirupa
Trichosetodes atirupa är en nattsländeart som beskrevs av Schmid 1987. Trichosetodes atirupa ingår i släktet Trichosetodes och familjen långhornssländor. Inga underarter finns listade i Catalogue of Life.